# Унтербодніц
Унтербодніц (нім. Unterbodnitz) — громада в Німеччині, розташована в землі Тюрингія. Входить до складу району Заале-Гольцланд. Складова частина об'єднання громад Гюгелланд/Телер.
Площа — 5,55 км2. Населення становить 191 ос. (станом на 31 грудня 2021).

## Галерея

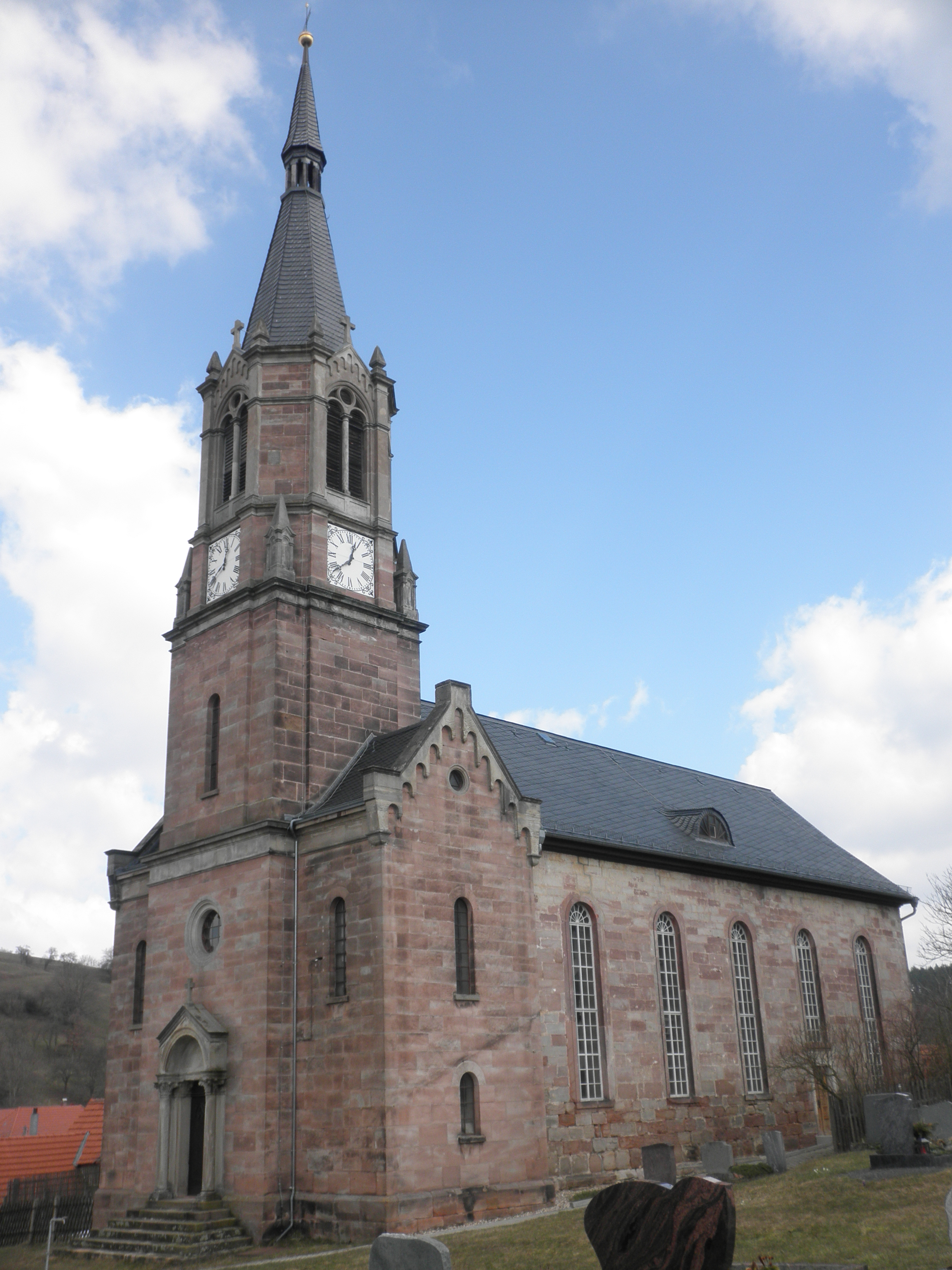